# Abflussjahr
Das Abflussjahr, auch hydrologisches Jahr oder Wasserwirtschaftsjahr stammt aus dem Bereich der Gewässerkunde (Hydrologie). Abflussjahre sind in der Regel abweichend von den Kalenderjahren. Diese Einteilung wählt man, um in der Jahresbilanz die Niederschläge erfassen zu können, die bereits im Spätherbst und Frühwinter gefallen sind und als Schnee oder Eis im Einzugsgebiet gespeichert wurden. Diese Niederschläge werden aber erst im folgenden Kalenderjahr als Schmelzwasser abflusswirksam. In der Glaziologie spricht man von Haushaltsjahr bzw. Bilanzjahr der Gletscher.

## Länderspezifische Definitionen

### Deutschland: 1. November bis 31. Oktober
In Deutschland legt die DIN 4049 den Zeitraum vom 1. November bis 31. Oktober aus dem Grund fest, weil Ende Oktober die Wasserreserven in Deutschland erfahrungsgemäß am geringsten sind. Die Verschiebung um zwei Monate (in Bezug zum Kalenderjahr) ergibt den Vorteil, dass das Wasser, das in Form von Schnee und Eis niederschlägt und im folgenden Kalenderjahr abfließt, in die hydrologische Jahresrechnung mit einfließen kann.
Das Abflussjahr wird mit dem Kalenderjahr bezeichnet, in dem die Abflussjahresmonate Januar bis Oktober vorkommen. So beginnt das Abflussjahr 2008 am 1. November des Vorjahres und endet am 31. Oktober 2008. Am 1. November 2008 beginnt das folgende Abflussjahr 2009. Das Abflussjahr wird in das Winterhalbjahr (November bis April) und das Sommerhalbjahr (Mai bis Oktober) unterteilt.

### Schweiz: 1. Oktober bis 30. September
In der Schweiz  üblich ist der Zeitraum zwischen dem 1. Oktober und dem 30. September des folgenden Jahres als hydrologisches Jahr (Definition gemäß dem Bundesamt für Energie BFE).
Diese Definition berücksichtigt das frühere Einsetzen der Wasserbindung durch Schnee und Eis in den Hochalpen.

### Österreich
In Österreich war ebenfalls die Regelung 1. Oktober bis 30. September in Gebrauch, zunehmend ist aber die Regelung 1. November bis 31. Oktober der DIN 4049 Standard. In der Gletscherforschung verwendet man als Haushaltsjahr den Zeitraum 1. September bis 31. August.

### Vereinigte Staaten
In den USA definiert der United States Geological Survey das water year als Zeitraum vom 1. Oktober bis zum 30. September des Folgejahres. Es werden aber ebenfalls auch andere Definitionen verwendet.